# Oedignatha scrobiculata
Oedignatha scrobiculata is een spinnensoort uit de familie van de bodemzakspinnen (Liocranidae).
De wetenschappelijke naam van de soort werd in 1881 gepubliceerd door Tord Tamerlan Teodor Thorell.